# Lannes (Lot-et-Garonne)
Lannes é uma comuna francesa na região administrativa da Nova Aquitânia, no departamento Lot-et-Garonne. Estende-se por uma área de 32,29 km². Em 2010 a comuna tinha 378 habitantes (densidade: 11,7 hab./km²).